# Stadhouderskade 130-134
Het complex Stadhouderskade 130-134 is een woonblok van vijf herenhuizen aan de Stadhouderskade in De Pijp te Amsterdam-Zuid.
Het is een van de weinige toepassingen van rijtjeswoningen (wel met kasten van huizen) aan de Stadhouderskade. Deze rijtjeswoningen zijn groot van omvang. In de eclectische bouwstijl opgetrokken bevat het allerlei stijlkenmerken. Er zijn voorbeelden te vinden van neorenaissance en neobarok. Het bijzondere aan het complex is de dragende constructie van het balkon van gebouw nummer 132. Het bestaat uit kariatiden (vrouwenfiguren). Tevens zijn er pilasters en erkers te vinden. Ze zijn in het dagelijks leven nauwelijks opvallend, door de plaatselijke luchtvervuiling door verkeer en ligging op het noorden zijn gevels en gevelelementen donker. Het bouwbeeldhouwwerk werd verzorgd door beeldhouwer Johannes Franse.
De bewoners hadden op 17 april 1929 goed zicht op de ondergang van het Paleis voor Volksvlijt, dat bijna compleet afbrandde. Het gebouw werd en wordt gezien als een van de mooiste gebouwen in Amsterdam ooit. Daartegenover zagen de bewoners veel later de bouw van het kantoor van de De Nederlandsche Bank, en dat werd en wordt vaak gezien als een van de lelijkste gebouwen. Voor dit deel van de Stadhouderskade waren er in 1940 sloopplannen. Het gehele blok zou plaats moeten maken voor het nieuwe stadhuis van Amsterdam, dat er echter daar nooit zou komen.
Adriaan Roland Holst werd op 23 mei 1888 geboren op nummer 132, toen het daar veel rustiger was; het was het eind van de stad. Hij werd grootgebracht in het bijzijn van twee huishoudsters (keukenmeid en tweede-meid). Ook de buren hadden huishoudsters in dienst.
Architect Jan de Haan is vooral bekend vanwege het blad Vademecum der bouwvakken en een rijk versierd gebouw aan de Leidsekade 68-69.
Oost ·
160 ·
158 ·
157 ·
156 ·
155 ·
151-154 ·
149-150 ·
145-146 ·
142-144 ·
140-141 ·
137-139 ·
135-136 ·
130-134 ·
129 ·
128 ·
125-127 ·
123-124 ·
116-122 ·
115 ·
110-113 ·
100-101 ·
97 ·
95-96 ·
93-94 ·
92 ·
91 ·
89-90 ·
87-88 ·
86 ·
85 ·
84 ·
82-83 ·
78-79 ·
77 ·
Heineken Brouwerij ·
74 ·
72-73 ·
69-70 ·
68 ·
67 ·
65-66 ·
64 ·
62-63 ·
60-60a ·
58-59 ·
56-57 ·
Willemshuis ·
Van Nispenhuis ·
Kapel van Sint Josephs Gezellen-Vereeniging ·
54 ·
52-53 ·
47-49 ·
Carel Willinkplantsoen ·
Polderhuis ·
Ruysdaelkade 2-4 ·
Judith Leysterbrug ·
42 (Rijksmuseum) ·
40-41 ·
31-35 ·
30 ·
29 ·
Park Centraal Amsterdam ·
Stedemaagd (Vondelpark) ·
Byzantium ·
Koepelkerk ·
12 (Marriott) ·
Persilhuis ·
7 ·
5 ·
3 ·
1 ·
West